# 帕尔福
帕尔福，是匈牙利托尔瑙州所辖的一个村，总面积34.74平方公里，总人口1575，人口密度45.3人/平方公里（2010年1月1日）。